# Гуш-Керт
Гуш-Керт (рос. Гуш-Керт) — село у Шатойському районі Чечні Російської Федерації.
Населення становить 501 особу. Входить до складу муніципального утворення Пам'ятойське сільське поселення.

## Історія
Згідно із законом від 20 лютого 2009 року органом місцевого самоврядування є Пам'ятойське сільське поселення.

## Населення
| 1990 | 2002 | 2010 |
| ---- | ---- | ---- |
| 294  | ↗372 | ↗501 |